# Ніку Церне
Ніку Церне (рум. Nicu Țărnă, нар. 25 липня 1977, Кишинів) — молдовський співак, театральний актор і телеведучий. Найбільш відомий як вокаліст рок-гурту «Gândul Mâței».

## Кар'єра
З осені 2013 року є одним із трьох членів журі конкурсу «Молдова має талант» разом із співачкою Танею Черге та тенором Міхаєм Мунтяном. Також вів шоу «100 молдаван сказали» на Prime. Закінчив Академію музики, театру та образотворчого мистецтва в Кишиневі, факультет театру, режисури та кіно.
20 липня 2013 року одружився з Крістіною Кожокару, експертом Національного антикорупційного центру Республіки Молдова.
Ніку є сином Тудора та Зінаїди Церне і має старшого брата Міхая Церне, який є режисером.